# ليتيسيا بالدريدج
ليتيسيا بالدريدج (بالإنجليزية: Letitia Baldrige) (و. 1926 – 2012 م) هي من الولايات المتحدة الأمريكية ولدت في ميامي، فلوريدا.